# 克拉克·斯潘塞
克拉克·斯潘塞（英語：Clark Spencer，1963年4月6日—）是一名出生於美國華盛頓州西雅圖的電影製片人、實業家及工作室執行。他主要知名於在迪士尼動畫工作室的作品。
斯潘塞曾在1990年代初期協助華特迪士尼公司收購米拉麥克斯影業，並於1993年加入迪士尼動畫工作室。他原先是工作室的計畫督導（director of planning），後來成為商業及行動部門的副總理。2002年，他又前往迪士尼位於佛羅里達州的動畫製作部門，並在《星際寶貝》的製作期間擔任製片人及工作室的領導人。自從該片之後，斯潘塞便擔任了許多迪士尼動畫電影的監製，包括《雷霆戰狗》、《小熊維尼大電影》及《無敵破壞王》等。
斯潘塞於1985年自哈佛大學畢業，並取得歷史學位。

## 電影作品
- 《星際寶貝》（2002）
- 《未來小子》（2007）
- 《雷霆戰狗》（2008）
- 《魔髮奇緣》（2010）
- 《小熊維尼大電影》（2011）
- 《無敵破壞王》（2012）
- 《動物方城市》（2016）

## 外部連結
- 克拉克·斯潘塞在互联网电影资料库（IMDb）上的資料（英文）